# Mark Wakefield
Mark Wakefield, född 31 maj 1974 var sångare i bandet Xero som var föregångare till Linkin Park. Han ersattes senare av Chester Bennington.  Wakefield har designat omslaget till System of a Downs album Toxicity och är manager för Taproot.